# Serenad (operett)
Serenad är en svensk operett från 1944 av Lajos Lajtai med libretto av Staffan Tjerneld.

## Produktionshistoria
Efter succén med Blåjackor beställde Oscarsteaterns direktör Gustav Wally en ny operett av kompositören Lajos Lajtai. Serenad blev Lajtais första operett skriven på svenska. Librettot skrevs den här gången av författaren Staffan Tjerneld. Blåjackors regissör Leif Amble-Næss fick uppdraget att regissera den nya operetten och i huvudrollen som Eleonor Barret fick Ulla Sallert sitt genombrott i sin första större roll. Nils Poppe skulle ha spelat den komiska rollen som Tubbs, men ersattes på grund av sjukdom innan premiären av Åke Söderblom. Bland övriga större roller fanns Tollie Zellman, Georg Funkquist, Karin Kavli, Gösta Kjellertz och Annalisa Ericson. Kostym och scenografi gjordes av Harald Garmland och George Gé koreograferade. Uppsättningen blev en stor succé och gick för utsålda hus hela spelåret.

## Rollista
| Roll                  | Oscars 1944        |
| --------------------- | ------------------ |
| Mrs Beatrice Waller   | Tollie Zellman     |
| Eleonor Barret        | Ulla Sallert       |
| Mr Bertie Barret      | Georg Funkquist    |
| Thomas Rhodes         | Gustav Wally       |
| Grace Mason           | Karin Kavli        |
| Steve Rhodes          | Gösta Kjellertz    |
| Tubbs                 | Åke Söderblom      |
| Peggy Potter          | Annalisa Ericson   |
| Borgmästare Trillebit | Carl Hagman        |
| Generalen             | Eric von Gegerfelt |
| Pablo, en gaucho      | Rodja Persidsky    |
| George, en betjänt    | Harald Svensson    |
| Cantor, regissör      | Helge Andersson    |
| Hovmästaren           | Harry Björklund    |
| Sångaren på Miramar   | Oskar Sjöberg      |
| Damen i loggian       | Mary Gräber        |